# Nianiewicze
Nianiewicze (biał. Няневічы, Nianiewiczy; ros. Няневичи) – wieś na Białorusi, w obwodzie brzeskim, w rejonie brzeskim, w sielsowiecie Czernawczyce.
Dawniej folwark. W dwudziestoleciu międzywojennym leżały w Polsce, w województwie poleskim, w powiecie brzeskim, w gminie Turna. Po II wojnie światowej w granicach Związku Sowieckiego. Od 1991 w niepodległej Białorusi.